# Ivans Klementjevs
Ivans Klementjevs (Krustpils novads, 18 november 1960) was een Lets kanovaarder.
Klementjevs won tijdens de Olympische Zomerspelen 1988 de gouden medaille in de C-1 1000 meter voor de Sovjet-Unie. Op de twee daarop volgende spelen won Klementjevs de zilveren medaille. Klementjevs werd in totaal vijf keer wereldkampioen.

## Belangrijkste resultaten

### Olympische Zomerspelen
| Editie | Plaats    | Resultaten |
| ------ | --------- | ---------- |
| 1988   | Seoel     | C-1 1000m  |
| 1992   | Barcelona | C-1 1000m  |
| 1996   | Atlanta   | C-1 1000m  |

### Wereldkampioenschappen vlakwater
| Jaar | Plaats   | Resultaten              |
| ---- | -------- | ----------------------- |
| 1983 | Tampere  | C-2 500 m               |
| 1985 | Mechelen | C-1 1000m               |
| 1986 | Montreal | C-1 1000 m              |
| 1987 | Duisburg | C-1 1000                |
| 1989 | Plovdiv  | C-1 1000m · C-1 10.000m |
| 1990 | Poznań   | C-1 1000m · C-1 10000 m |
| 1991 | Parijs   | C-1 1000m · C-1 10000 m |

1936: Francis Amyot ·
1948: Josef Holeček ·
1952: Josef Holeček ·
1956: Leon Rotman ·
1960: János Parti ·
1964: Jürgen Eschert ·
1968: Tibor Tatai ·
1972: Ivan Patzaichin ·
1976: Matija Ljubek ·
1980: Ljoebomir Ljoebenov ·
1984: Ulrich Eicke ·
1988: Ivans Klementjevs ·
1992: Nikolai Boechalov ·
1996: Martin Doktor ·
2000: Andreas Dittmer ·
2004: David Cal ·
2008: Attila Vajda ·
2012: Sebastian Brendel ·
2016: Sebastian Brendel ·
2020: Isaquias Queiroz ·
2024: Martin Fuksa
- Nationale Bibliotheek van Letland: 000218382
- Virtual International Authority File: 476144783093551055681